# Institut d'études culturelles et internationales
 (novembre 2016).
L’Institut d'études culturelles et internationales (IECI) est le premier institut, en France, entièrement voué aux métiers de la culture et à la recherche sur les questions culturelles et interculturelles.
Il comprend trois départements de formations (Histoire, Lettres et Langues) et deux laboratoires de recherche :
- Le « Centre d'histoire culturelle des sociétés contemporaines » ;
- Le laboratoire « Dynamiques patrimoniales et culturelles ».

Il propose des formations de Licence et Master dans ces domaines.